# Wondersella
Wondersella es un género de foraminífero planctónico de la subfamilia Praehedbergellinae, de la familia Praehedbergellidae, de la superfamilia Rotaliporoidea, del suborden Globigerinina y del orden Globigerinida. Su especie tipo es Wondersella athersuchi. Su rango cronoestratigráfico abarca desde el Aptiense superior hasta el Albiense inferior (Cretácico inferior).

## Descripción
Wondersella incluía especies con conchas inicialmente trocoespiraladas, y finalmente estreptoespiraladas, de forma irregular discoidal-globular a globigeriforme; sus cámaras eran inicialmente subglobulares y finalmente radial- y longitudinalmente alargadas y puntiagudas; sus suturas intercamerales eran rectas o ligeramente curvas, e incididas; su contorno era subpoligonal a subdigitado, y lobulado; su periferia era redondeada a subaguda; su ombligo era estrecho o tapado por una cámara final; su abertura era interiomarginal, umbical a umbilical-extraumbilical, en forma de arco bajo, y bordeada por un labio; presentaba pared calcítica hialina, microperforada, con la superficie lisa.

## Discusión
El género Wondersella no ha tenido mucha difusión entre los especialistas. Los autores del género se plantearon la posibilidad de que se tratara de una forma aberrante de Hedbergella, pero concluyeron que su gran abundancia en zonas upwelling dentro de su rango cronoestratigráfico sugería que se trataba de un género nuevo y válido. Clasificaciones posteriores han incluido Wondersella en la superfamilia Globigerinoidea. Otras clasificaciones lo han incluido en la subfamilia Hedbergellinae de la familia Hedbergellidae.

## Paleoecología
Wondersella incluía especies con un modo de vida planctónico, de distribución latitudinal cosmopolita, y habitantes pelágicos de aguas superficiales (medios nerítico y epipelágico, en zonas de upwelling).

## Clasificación
Wondersella incluye a las siguientes especies:
- Wondersella athersuchi †